# Simulium minutum
Simulium minutum är en tvåvingeart som först beskrevs av Rubtsov 1959.  Simulium minutum ingår i släktet Simulium och familjen knott. Inga underarter finns listade i Catalogue of Life.